# Karin Risberg
Karin Ulrika Risberg, född 27 april 1963, är en svensk sångerska och låtskrivare från Skelleftehamn.

## Biografi
Karin Risberg gjorde sitt första framträdande redan som 13-åring. Hon har sjungit bakom flera välkända artister som till exempel: Robert Plant (Led Zeppelin), Carola, Nanne Grönwall, Py Bäckman och Mats Ronander. 
Första skivkontraktet skrevs under i mitten av 1980-talet. Risberg tv-debuterade 1986 då hon medverkade i Melodifestivalen med låten "Stopp, stopp, stanna", skriven av Kjell Lövbom och Peo Thyrén. Hon hade inför framträdandet tränats av sångpedagogen Bo Sydow.
I slutet på 1980-talet inledde Risberg ett samarbete med den franske producenten Jacques Morali. Hon åkte till Frankrike, fick artistnamnet ”Angel Blue” och medverkade i ett antal TV-shower.  
1991 var det dags för Melodifestivalen igen, den gången som körsångare bakom Maria Rådsten och låten ”Vad som än händer”.
2004 startade Risberg duon KaZu tillsammans med sångerskan och pianisten Suss von Ahn. Duon spelade på företagsevent och privatfester både i Sverige och utomlands. 2011 medverkade de på World Childhood Foundation, Spring Gala i Florida. 2006 inleddes samarbete med LLR & Hasse Rosén (The Violens/Jerry Williams). Bandet spelar på flera countryfestivaler och klubbar. 2009 blev hon en av bandmedlemmarna i Stockholm Stoner, där bland andra Mats Ronander ingick. Bandet släppte en CD innan projektet lades ned.  
2009–2014 medverkade hon i en rad country-sammanhang, bland annat: Avesta Country Music Julshow tillsammans med Mats Rådberg, Billy Yates, Cina Samuelson, Kerstin Dahlberg, Lennart Sjöholm och Liza Öhman. 2010 och 2014 är hon också en av jurymedlemmarna i Country SM.
2011 släppte Risberg singeln ”Jimmie Says”, som är skriven av Paul Rein och Marie Reinikainen.
Under 2016 gjorde hon framträdanden på bland annat Cancergala On the Mend i Skellefteå, Silkeborg Countrymusic Festival i Danmark, båttur med Silja Galaxy och jobb tillsammans med Three Chicks i Vara Konserthall. Året avslutades med julshow i Skelleftehamn.
I oktober 2017 släpptes singeln och musikvideo från albumet Angel Blue. Tillsammans med Tommy Nilsson tolkar hon en countryhit från 1960-talet, ”Sea Of Heartbreak”.